# Majestic Pictures
Majestic Pictures va ser una empresa de producció i distribució cinematogràfica estatunidenca activa durant la dècada de 1930. Sota el control de Larry Darmour, la companyia es va especialitzar en produccions de baix pressupost i va ser un de les companyies de Poverty Row més estables durant el període. També es va guanyar una reputació de produir pel·lícules de major qualitat que la habitual entre estudis similars, possiblement a causa d'un acord comercial que la companyia tenia amb el principal estudi MGM.

## Història
La primera pel·lícula estrenada per Majestic va ser el drama de 1930 Today. El 1935, juntament amb altres estudis com Monogram i Chesterfield, Majestic va ser absorbit per Republic Pictures. La combinació més gran dirigida per Herbert J. Yates tenia com a objectiu dominar el camp de baix pressupost. Darmour es va sentir descontent amb l'acord i aviat va marxar per reprendre la producció per la seva banda.

## Filmografia
- Today (1930)
- The Crusader (1932)
- Law and Lawless (1932)
- The Phantom Express (1932)
- Hearts of Humanity (1932)
- The Unwritten Law (1932)
- Gold (1932)
- Outlaw Justice (1932)
- The Crusader (1932)
- The Vampire Bat (1933)
- The World Gone Mad (1933)
- The Sin of Nora Moran (1933)
- Curtain at Eight (1933)
- Sing Sinner Sing (1933)
- Via Pony Express (1933)
- Cheating Blondes (1933)
- Gigolettes of Paris (1933)
- Trouble Busters (1933)
- Gun Law (1933)
- What Price Decency (1933)
- High Gear (1933)
- She Had to Choose (1934)
- Cheaters (1934)
- Night Alarm (1934)
- The Fighting Trooper (1934)
- Enlighten Thy Daughter (1934)
- Riding Speed (1934)
- Unknown Blonde (1934)
- The Scarlet Letter (1934)
- Fighting Lady (1935)
- Convention Girl (1935)
- What Price Crime (1935)
- Dizzy Dames (1935)
- Shadows of the Orient (1935)
- Reckless Roads (1935)
- Motive for Revenge (1935)
- Mutiny Ahead (1935)
- The Perfect Clue (1935)